# Boughton Lees
Boughton Lees – wieś w Anglii, w hrabstwie Kent, w dystrykcie Ashford. Leży 29 km na wschód od miasta Maidstone i 81 km na południowy wschód od centrum Londynu. Miejscowość liczy 1099 mieszkańców.